# Rex McDougall
Rex McDougall, nato Reginald McDougall (Londra, 13 dicembre 1878 – Londra, 30 agosto 1933), è stato un attore britannico, accreditato anche come Rex MacDougal e Rex McDougal.
Fu interprete di film statunitensi, britannici e francesi, spesso in ruoli da protagonista. Nei primi due decenni del Novecento, il suo nome apparve numerose volte nei cartelloni degli spettacoli di Broadway.

## Filmografia
- The Runaway, regia di Dell Henderson (1917)
- Please Help Emily, regia di Dell Henderson (1917)
- Mia moglie (My Wife), regia di Dell Henderson (1918)
- The Beloved Blackmailer, regia di Dell Henderson (1918)
- A Daughter of the Old South, regia di Émile Chautard (1918)
- Il segreto del Lone Star (Le Secret du Lone Star), regia di Jacques de Baroncelli (1920)
- Il cane di Baskerville (The Hound of the Baskervilles), regia di Maurice Elvey (1921)
- The Bargain, regia di Henry Edwards (1921)
- The Knight Errant, regia di George Ridgwell (1922)
- A Gipsy Cavalier, regia di J. Stuart Blackton (1922)